# Lorenzo Zacchia
Lorenzo Zacchia il Giovane (1524 – 1587) è stato un pittore e incisore italiano del XV secolo.

## Biografia

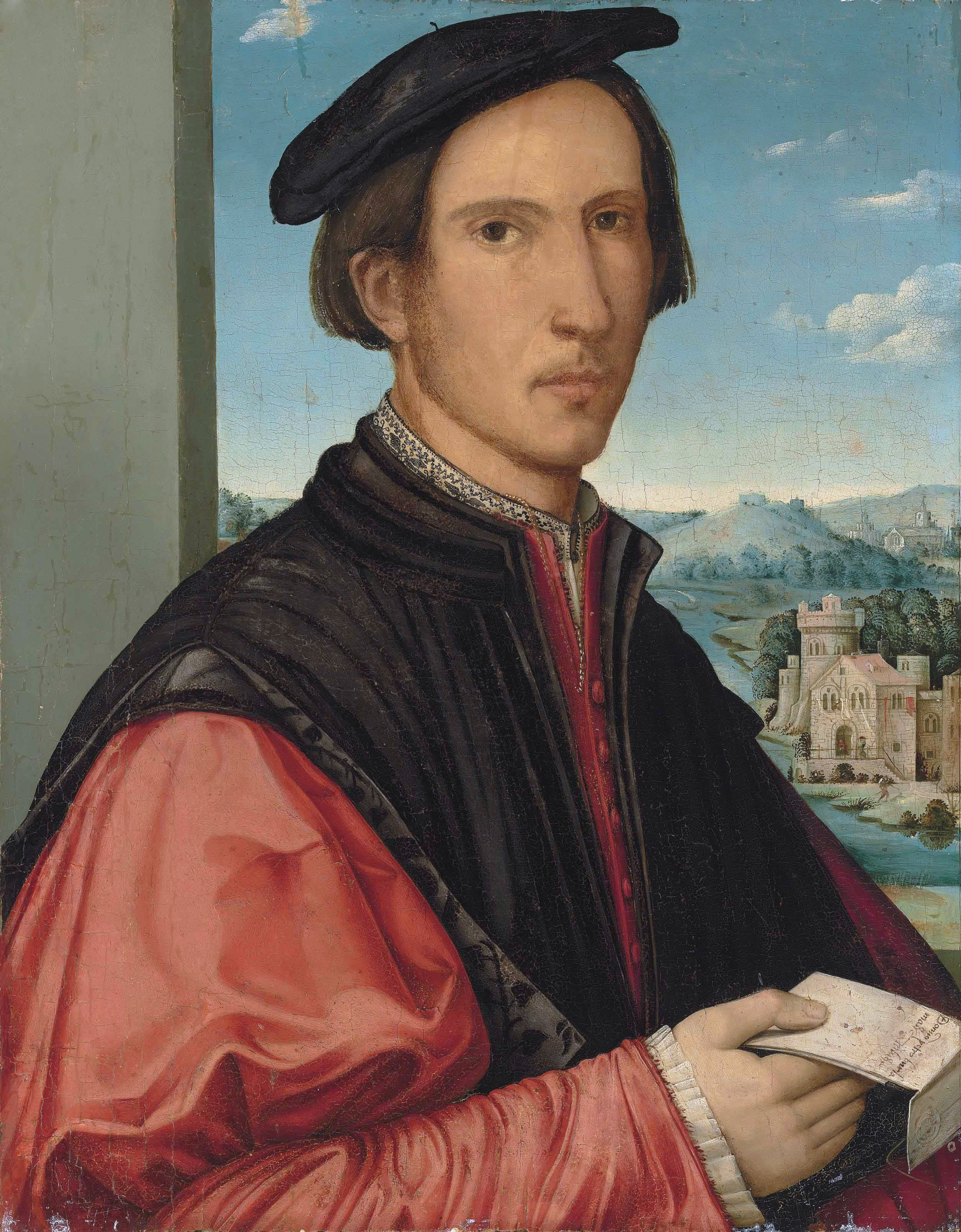
Lorenzo Zacchia
Ritratto di Pietro Burlamacchi
Collezione privata

Lorenzo era cugino di Ezechia da Vezzano, pittore ligure noto anche come Zacchia il Vecchio, che probabilmente lo crebbe e gli insegnò i rudimenti della pittura. 

La sua Adorazione dei pastori, realizzata nel 1576 ed ora al Museo e Pinacoteca Nazionale di palazzo Mansi a Lucca, dimostra di essere già appreso la nuova tendenza del manierismo, soprattutto legata al Bronzino della pala d'altare della Natività della Chiesa di Santo Stefano dei Cavalieri a Pisa. 

Altri due lavori di data certa e risalenti agli anni '80 raffigurano temi tipici del periodo della Controriforma: il primo è la Vergine con Bambino tra san Luigi e san Giovanni Evangelista (1585) nella chiesa dei Santi Paolino e Donato a Lucca, mentre il secondo è la Cristo crocifisso tra san Lorenzo e san Giuliano (1587) nella chiesa di Sant'Anastasio a Lucca. Questi temi vengono trattati da Lorenzo in modi molto simili a quelli di Zacchia il Vecchio e di Fra Bartolomeo.